# Hura chřestivá
Hura chřestivá (Hura crepitans), taktéž dynamitový strom, strom posýpátkový (sandboxtree), je tropický, stálezelený, vysoký strom. Hura je původní indiánský název. Další název je jabillo.

## Výskyt
Původně pochází z jižních oblastí Střední Ameriky, Karibiku a Jižní Ameriky. Přirozený areál rozšíření je Kostarika, Nikaragua a Panama, ostrovy Anguilla, Antigua a Barbuda, Barbados, Kuba, Dominik, Guadeloupe, Hispaniola, Jamajka, Martinik, Portoriko, Svatá Lucie, Svatý Vincenc a Grenadiny. V Jižní Americe je to amazonský deštný prales, Francouzská Guyana, Guyana, Surinam, Venezuela, Kolumbie, Ekvádor (Loja , Morona – Santiago) a zasahuje až do Peru.
Hura je invazivní rostlinou v severní Austrálii a v Africe v Tanzanii. Nově se vyskytuje v západní Africe, zde je ale neinvazivní. Je vysazována v Číně.
Dává přednost částečně zastíněným až slunečným lokalitám vlhkých oblastí s humózní půdou.

## Popis
Hura je tropický, stálezelený, vysoký strom. Výška stromů se udává okolo 20 až 25 metrů, u rekordních jedinců v přírodě 40 až 60 m. Průměr kmene může být až 2 metry. Kmen a hlavní větve mají hladkou hnědou kůru, kterou pokrývají silné, kuželovité trny, 1 – 2 cm dlouhé. Vedlejší větve mají holou kůru s drobnými otvory. Celá rostlina je prostoupena mléčnicemi ronícími při poranění silně jedovatý latex.
Listy jsou střídavé, značně velké, dlouze řapíkaté. Řapík je až 20 cm dlouhý, u paty má dva palisty. Čepel o délce 5 – 29 cm a šířce 5 – 17 cm je protáhle až vejčitě srdčitá, leskle zelená, na rubu ochmýřená. Nervatura je výrazně světlejší, z centrální žíly vystupuje asi 10 až 16 bočních nervů. Okraj listu je více či méně lehce zubatě pilovitý.
Hura je rostlina jednodomá, ale květy jsou jednopohlavní. Prašníkové květy jsou směstnány do dlouze stopkatých, kuželovitých klasů, 5 až 10 cm dlouhých. Nesou v nepatrném pohárkovitém okvětí větší počet tyčinek, nitky jsou srostlé do 4 až 12 mm dlouhých sloupečků, nahoře nesou 1 až 3 kruhové řady prašníků. Pestíkové květy jsou jednotlivé a jen na krátkých stopkách. Zkrácené okvětí (4 až 8 mm) obklopuje kulovitý rozšířený semeník. Ten přechází v až 5 cm dlouhou čnělku, která je na konci rozšířena ve velikou, talířovitou, v četné zuby (9 -14) rozeklanou bliznu masové barvy.
Plody visí na krátké stopce. Mají tvar malé dýně. Jsou to okrouhlé tobolky, shora zploštělé, dřevnaté, 5 – 8 cm v průměru a 3 – 5 cm délky. Skládají se z 12 -18 širokých jednosemenných pouzder. Semena jsou okrouhlá, zploštělá, až 2cm velká. V době zralosti plody s třeskem explodují a semena jsou vymrštěna rychlostí 70 m/s až do vzdálenosti 45 m (někdy se udává až 100 m).

## Využití
Plody byly dříve používány jako zásobníky na pudr k sušení inkoustu tzv. posýpátka. Odtud název "Sandboxtree" .
Bílou mléčnou šťávu – latex používali rybáři jako jed na ryby. V Karibiku z něj připravovali šípový jed. Latex, semena, listy a kůra z kořene se používají v domácím lékařství a k přípravě léků.
Z vysoce kvalitního dřeva, které se prodává pod obchodním názvem Habillo Hura, se vyrábí nábytek.
Jednotlivé segmenty plodu ve tvaru delfína domorodci používali k výrobě náhrdelníků.
Pro pěkný vzhled se pěstuje v ostatních tropických zemích světa jako okrasný i stínící strom.

## Pěstování
Hura je vzácně pěstována v botanických zahradách. Plody si též někdy dovážejí turisté, dříve i z Kuby, a ze semen se daří vypěstovat rozměrné ozdobné pokojové rostliny až do stádia květu.

## Galerie

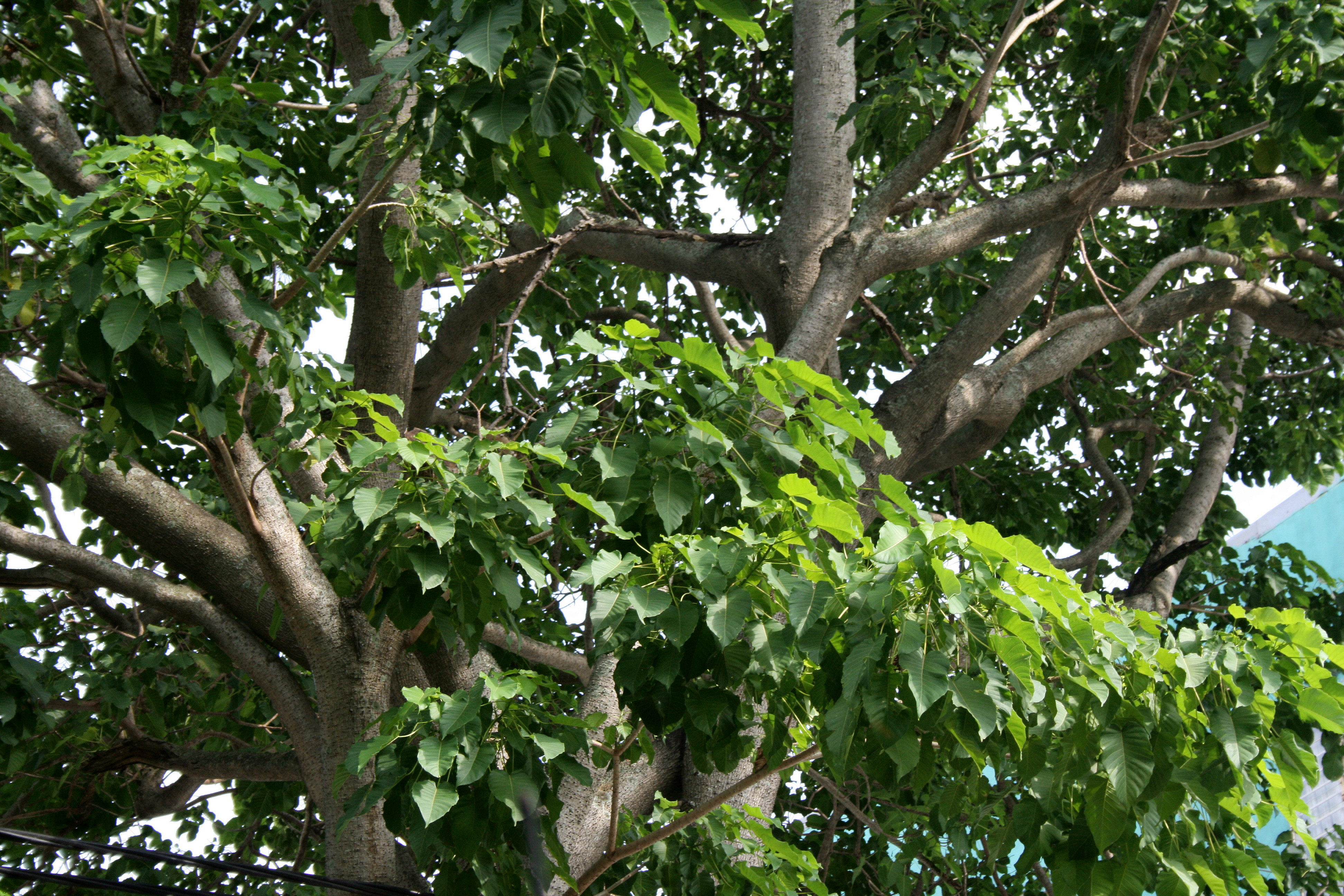
Koruna stromu
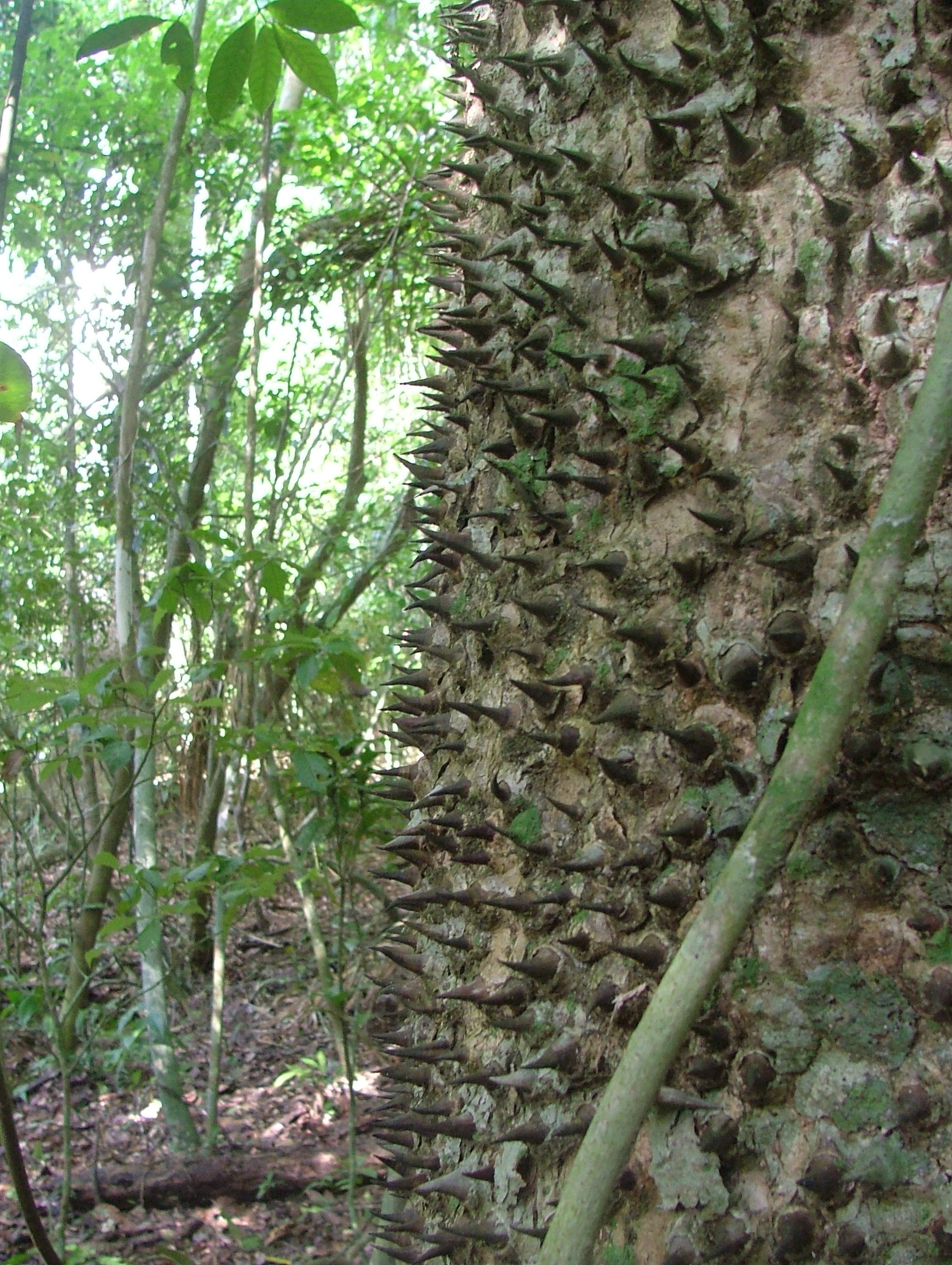
Borka u paty kmene
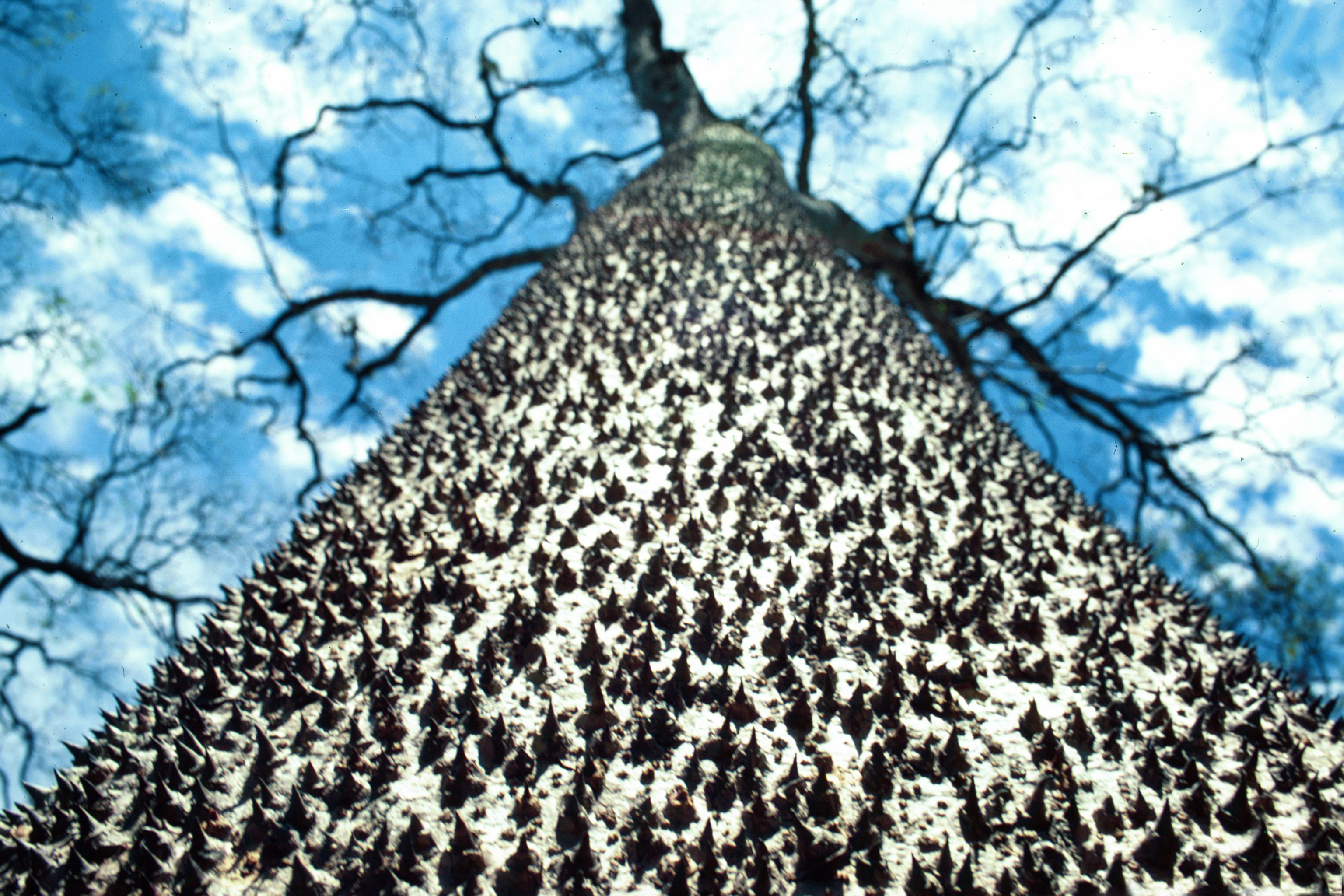
Borka, trny
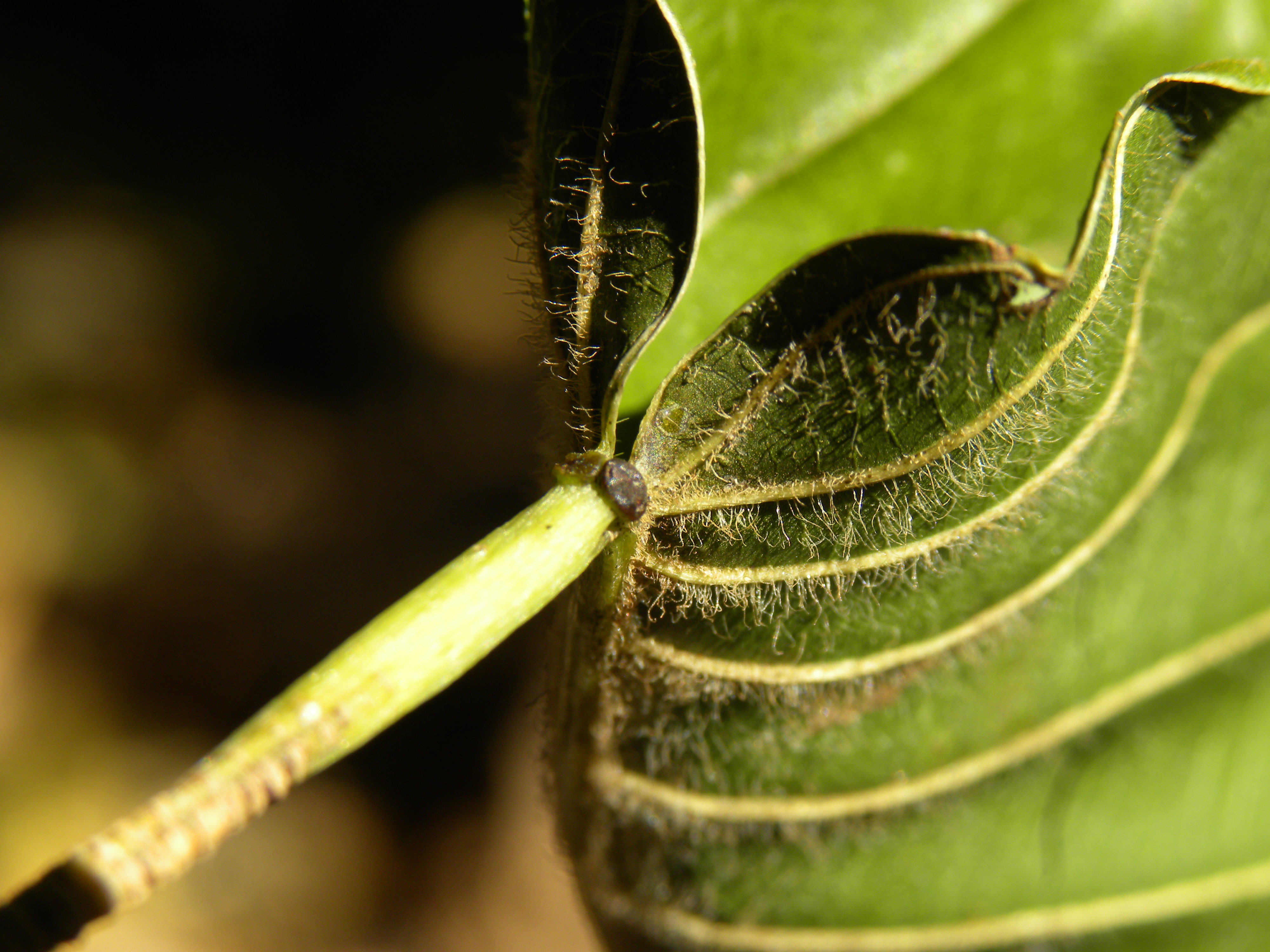
Detail báze listu
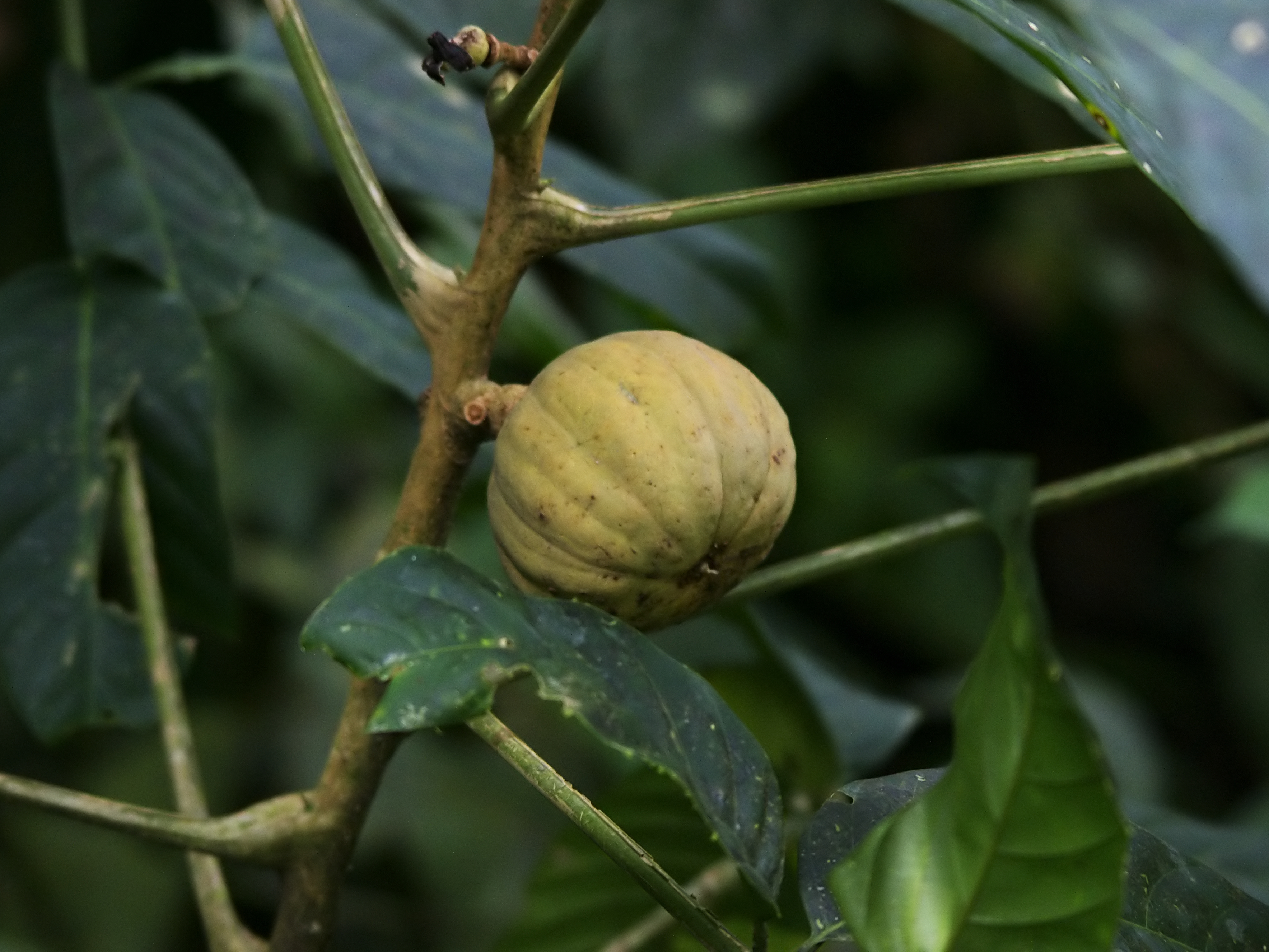
Plod
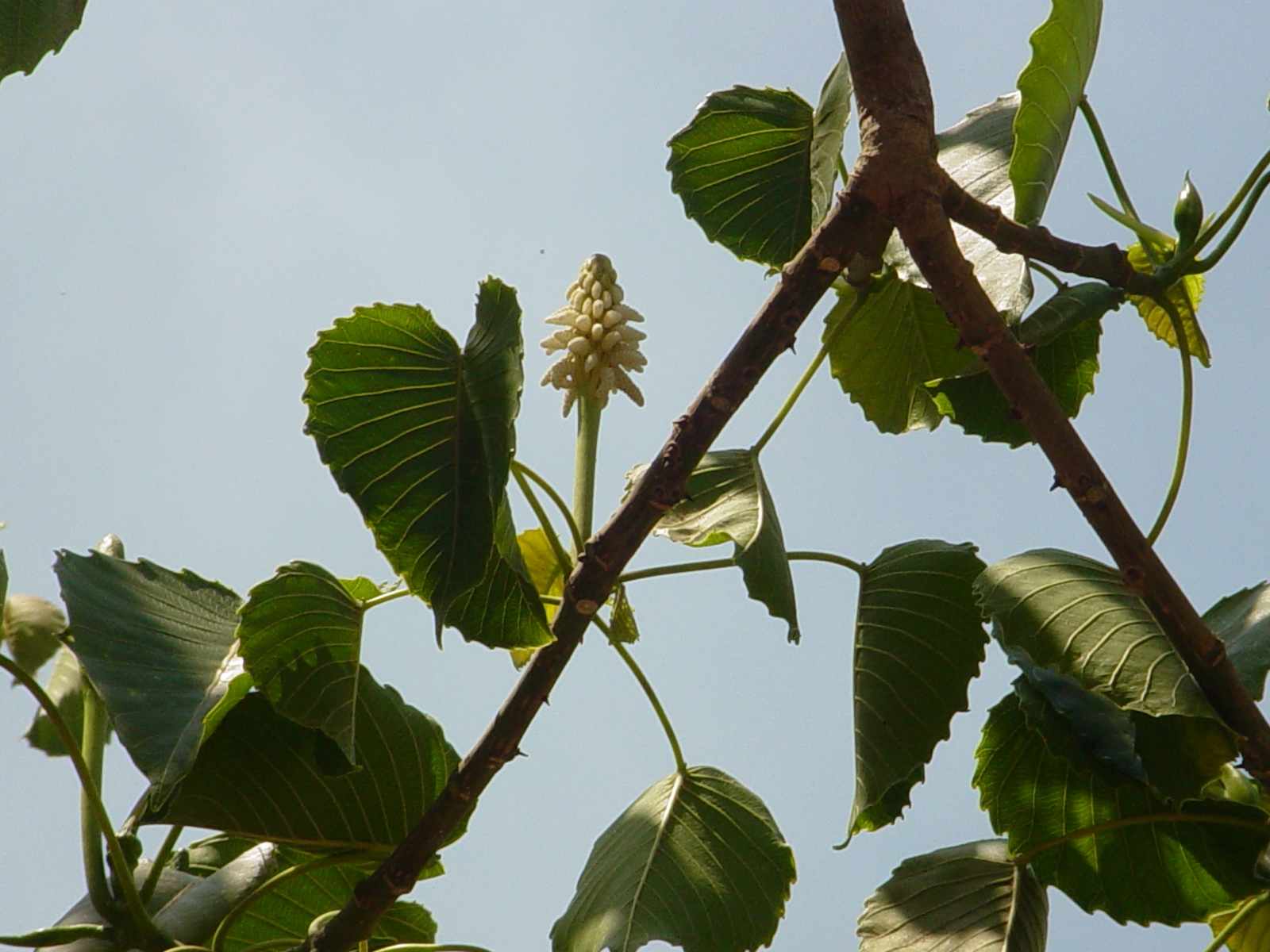
Květenství příbuzné Hura polyandra.
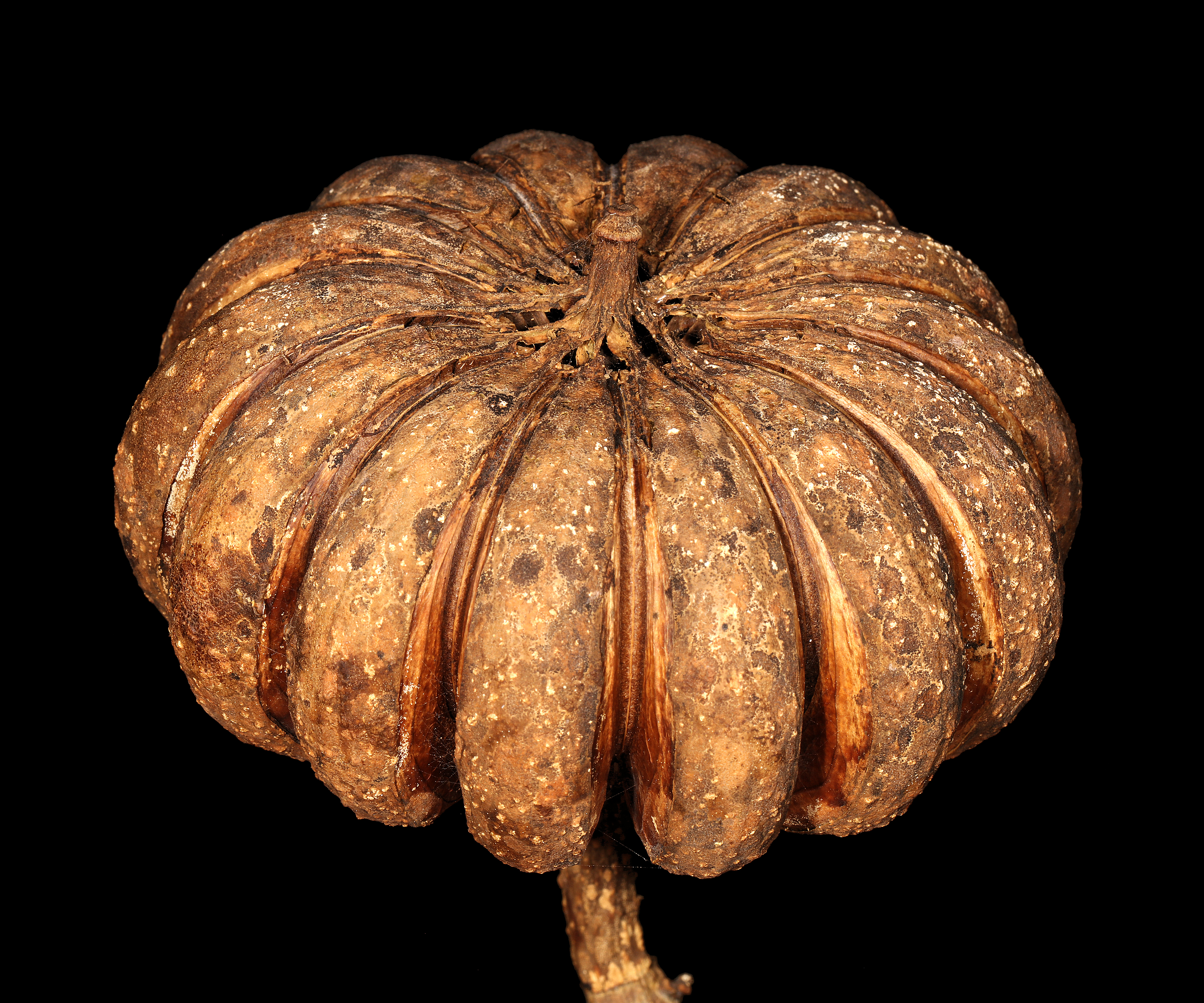
Plod